# Rhizomys sumatrensis
Rhizomys sumatrensis é uma espécie de roedor da família Spalacidae.
Pode ser encontrado na China, Mianmar, Tailândia, Malásia, Indonésia, Camboja, Laos e Vietnã.